# Edith Irene Södergran
Edith Irene Södergran (Sampetersburgo, 4 de Abril de 1892 — Raivola, Carélia, 24 de Junho de 1923) foi uma escritora e poeta finlandesa de expressão sueca, uma das introdutoras do expressionismo e do modernismo no verso finlandês.

## Características
Introduziu na Finlândia a poesia expressionista. O seu vitalismo, de base nietzschiana, caracterizou uma existência marcada por uma tuberculose precoce.

## Principais obras
- Poemas (Dikter, 1916)
- Lira de Setembro (1918)
- A sombra do futuro (1920)
- O país que não existe (Landet som icke är, 1925)